# 83. območni štab Slovenske vojske
83. območni štab (kratica: 83. OŠTO/83. OŠSV) je bil območni štab, sprva Teritorialne obrambe Republike Slovenije, nato pa Slovenske vojske, ki je bil aktiven med slovensko osamosvojitveno vojno.
Spadal je pod poveljstvo 8. pokrajinskega štaba in deloval v sklopu Zahodnoštajerske pokrajine.

## Zgodovina
OŠTO je bil ustanovljen v veliki reorganizaciji TO RS v aprilu/maju 1991 v skladu z Zakonom o obrambi in zaščiti, ki je bil sprejet 29. marca 1991 in stopil v veljavo 14. aprila istega leta: 30. aprila so bili ukinjeni občinski štabi in naslednji dan (1. maja) ustanovljeni območni štabi. Območni štab je tako nastal z združitvijo Občinskega štaba Dravograd, Radlje ob Dravi, Ravne na Koroškem in Slovenj Gradec.
Leta 1998 je bila izvedena nova strukturna reorganizacija Slovenske vojske, s katero so bili ukinjeni območni štabi.

## Poveljstvo
Junij 1991
poveljnik OŠTOmajor Viktor Jeromel
- načelnik štaba OŠTO: stotnik 1. razreda Ožbalt Fajmut

## Organizacija
- 31. samostojna četa TO Muta - Vuzenica :
- komandir : poročnik Anton Pridigar - Zvonko
- pomočnik komandirja : poročnik Anton Brezovnik
- 1.vod : Andrej Isak, podporočnik
- 2.vod : Karli Bricman, podporočnik
- 3.vod : Jože Bališ, zastavnik

31. samostojna četa TO Muta – Vuzenica je bila sestavljena iz poveljstva čete in treh vodov ter je skupno štela 97 pripadnikov. V svoji sestavi je imela tudi motorna vozila, tovornjake in kombinirano vozilo. 
Mobilizacija čete je stekla 27.6.1991, ob 13.30 in je bila več kot 98% uspešna. Četa je bila udeležena v več spopadih, zastavljene naloge je uspešno opravila in pri tem ni utrpela ranjenih in mrtvih.

## Pripadniki[7]
VODSTVO ČETE:
| Zaporedna številka | Priimek in ime   |
| 1.                 | BREZOVNIK ANTON  |
| 2.                 | ČREŠNIK VALENTIN |
| 3.                 | GEROLD FRANC     |
| 4.                 | GROBOVŠEK BRANE  |
| 5.                 | HORVAT ANTON     |
| 6.                 | HRIBERNIK DRAGO  |
| 7.                 | HRIBERNIK STANKO |
| 8.                 | GARNUŠ MIRKO     |
| 9.                 | PRIDIGAR ANTON   |
| 10.                | ŠTRASER MATJAŽ   |
| 11.                | MARHL ANTON      |
| 12.                | MRŠAK STANKO     |
| 13.                | PUČKO JANKO      |
| 14.                | RAČNIK JANKO     |

I.VOD
| Zaporedna številka | Priimek in ime   |
| 16.                | ANDRIC PAVEL     |
| 17.                | AŽNIK SREČKO     |
| 18.                | BEKTAŠEVIČ BORUT |
| 19.                | BREZNIK BOJAN    |
| 20.                | ČAS DUŠAN        |
| 21.                | ČREŠNIK BRANKO   |
| 22.                | GREBENC DARKO    |
| 23.                | ISAK ANDREJ      |
| 24.                | JAVORNIK FRANC   |
| 25.                | JEHART FERDO     |
| 26.                | JEZNIK VOJKO     |
| 27.                | LAVKO DARKO      |
| 28.                | LORENCI STANKO   |
| 29.                | MEDVED BRANKO    |
| 30.                | NAMESTNIK ŠTEFAN |
| 31.                | PERUŠ JOŽE       |
| 32.                | PERUŠ ZORAN      |
| 33.                | POKERŽNIK LEON   |
| 34.                | POLAK ZMAGO      |
| 35.                | RUPREHT DANIJEL  |
| 26.                | SMOVNIK MIRAN    |
| 37.                | TRETJAK ZDRAVKO  |

II.VOD
| Zaporedna številka | Priimek in ime     |
| 38.                | BRICMAN KARLI      |
| 39.                | ERJAVEC IGOR       |
| 40.                | GAČNIK TOMAŽ       |
| 41.                | GRIL SREČKO        |
| 42.                | HELBL TOMAŽ        |
| 43.                | HELBL MARKO        |
| 44.                | KAC JANKO          |
| 45.                | KLANČNIK IGOR      |
| 46.                | KRAJNC MARKO       |
| 47.                | KREMZER BRANKO     |
| 48.                | MATJAŽ ANTON       |
| 49.                | NAGLIČ ANTON       |
| 50.                | NAGLIČ MARKO       |
| 51.                | ONUK RAJKO         |
| 52.                | PEČOVNIK MIHAEL    |
| 53.                | PISNIK JANEZ       |
| 54.                | PUŠNIK JOŽE        |
| 55.                | RAMŠAK BRANKO      |
| 56.                | SKRALOVNIK ANDREJ  |
| 57.                | STEMLAK BENO       |
| 58.                | ŠTAHER JOŽE        |
| 59.                | TOMAŽIČ BRANKO     |
| 60.                | URISK IVAN         |
| 61.                | VAČOVNIK STANISLAV |
| 62.                | VERDNIK JOŽE       |
| 63.                | ZABUKOVNIK BOJAN   |
| 64.                | ZLODEJ JANEZ       |

III.VOD
| Zaporedna številka | Priimek in ime  |
| 65.                | BALIŠ JOŽE      |
| 66.                | BRUMNIK FRANC   |
| 67.                | DITINGER TONE   |
| 68.                | GAISER ANDREJ   |
| 69.                | GERM JOŽE       |
| 70.                | GLAVAČ VLADO    |
| 71.                | GOBEC STOJAN    |
| 72.                | GOLOB FRANJO    |
| 73.                | GREBENC ERIH    |
| 74.                | HABERMAN SREČKO |
| 75.                | HUDE MIRAN      |
| 76.                | ISAK MATJAŽ     |
| 77.                | KNEZ SIMON      |
| 78.                | KRENKER LUDVIK  |
| 79.                | LANGBAUER MARKO |
| 80.                | LUŽNIK VLADO    |
| 81.                | MOTALN MATJAŽ   |
| 82.                | NAGLIČ ALOJZ    |
| 83.                | NAGLIČ VIKTOR   |
| 84.                | OŠLAK MATJAŽ    |
| 85.                | OŠLAK RAJKO     |
| 86.                | PUŠNIK DUŠAN    |
| 87.                | SLODEJ DARKO    |
| 88.                | ŠAVC IVAN       |
| 89.                | ŠIRNIK JOŽE     |
| 90.                | ŽVIKART DOMINIK |
| 91.                | ŽVIRC SREČKO    |

Dodatni seznam veteranov vojne za Slovenijo
| Zaporedna številka | Priimek in ime    |
| 92.                | FERK ZDRAVKO      |
| 93.                | GOLOB OZVALD      |
| 94.                | HABJANIČ VOJKO    |
| 95.                | KRAUTBERGER BOJAN |
| 96.                | KRIČEJ ALOJZ      |
| 97.                | LURŠAK TOMAŽ      |
| 98.                | MESARIČ SILVO     |
| 99.                | SEKOLOVNIK EDI    |

Društvo vojnih veteranov 31.samostojne čete MUTA-VUZENICA 1991

## Vuzeničani v osamosvojitveni vojni[8]
Leto 1991 je bilo prelomno, prelomno za prebivalce Republike Slovenije, za njihovo nadaljnje življenje, ki so ga začrtali v juniju z osamosvojitvenim aktom. Strah pred možnim mirnim odhodom iz skupne države je bilo vodilo za preudarno ravnanje odgovornih mož Slovenije na vseh ravnem in vodilo za preventivno delovanje v štabih in poveljstvih enot Teritorialne obrambe (TO). Pripadniki TO so izvajali določene aktivnosti: prevoz in namestitve oborožitve na nove lokacije, skrite pred JLA, oz.njenimi službami, zavarovanje skladišča in poveljstva v Radljah pred nasilnimi vdori, čemur smo bili priča v nekaterih drugih krajih v Sloveniji. 
Vuzeničani, pripadniki TO, so bili v glavnini pripadniki 31.samostojne čete TO Muta-Vuzenica (čeprav so jo raje in povsem upravičeno imenovali 31.samostojna četa Vuzenica-Muta, saj so bili v četi v večini Vuzeničani). Kot že omenjeno je bila 31.samostojna četa TO Muta-Vuzenica sestavljenja iz poveljstva čet in treh vodov in je skupno štela 97 pripadnikov, v svoji sestavi pa je imela tudi motorna vozila-tovornjake ter kombinirano vozilo. Mobilizacijsko mesto čete je bil Šolski center na Caravaningu. 
Usposabljanje čete se je pred letom 1991 odvijalo v glavnini na domačem terenu, razen v primerih specifičnega usposabljanja kot je bilo bojno streljanje, simulacija postopkov čete za poveljujoči kader kot ostale pripadnike. 
Marsikatera prigoda, tudi pasiven odpor na vajah, je bila iztočnica za smeh med pripadniki TO in to kljub jezi in slabi volji komandirjev. Kdo od Vuzeničanov se ne spomni 3.voda, poznanega tudi kot Bališev vod, ki je glavnino svojega usposabljanja preživel na mostu čez reko Dravo v pripravu mostu za rušenje. Glavnina čete se je nahajala na levem bregu Drave z nalogo blokirati prevoznost česte Dravograd-Maribor. 
Pripravljenost na prihajajoče dogodke je četa preverjala na tridnevnem usposabljanju v začetku junija na širšeom območju Koroše. Sam začetek vaj je potekal po ustaljenjem scenariju, ki pa se je hitro končal z razdelitvijo bojne municije oz. ostrega streliva. Vsakdo je verjetno pri sebi začutil, da je "vrag odnesel šalo", ko so v treh dneh prekrižarili Koroško od Slovenj Gradca pa vse do Brezna oz. Ožbalta. 
Vprašanja, vezana na prejeto bojno strelivo, so izražala nejasne občutke, morda strah, a kljub temu ni bilo mogoče skriti odločenosti, da zavarujejo in branijo "svoje" orožje v lasti TO, poveljujoče štabe ter ostalo opremo TO. Niti pomisliti ni bilo mogoče, da si bo nekdo vzel pravico, da bi z njo vzel kaj drugega. 
Dogodki pred razglasitvijo osamosvojitve, vezani na 31.samostojno četo Muta-Vuzenica, so se odražali v namestitvi druge čete in na njihovo mobilizacijsko mesto. Marsikateri pripadnik te čete se je spraševal zakaj in čemu in danesbi lahko rekli, povsem upravičeno. 
Občutki pri razglasitvi osamosvojitve, sajenje lip tudi v Vuzenici, navdušenost Vuzeničanov, ki so delili z ostalimi sodržavljani, vera v lepši jutri... 
27.06.1991 je iz Maribora krenila motorizirana kolona JLA 17-ih vozil, od tega 9 oklepnikov, s ciljem zavarovanja državne meje skupaj z vojaki JLA, nameščenimi v kasarni Bukovje. Različne in spreminjajoče se informacije tako medijske kot tiste od ust do ust, so med pripadniki 31.samostojne čete TO Muta-Vuzenica budile niz vprašanj, ki so si jih postavljali po telefonu, vprašanja, nasloveljena na štab TO, kaj je z mobilizacijo; odgovor, ki je bil podan, pa jih je prepričal, da so njihovi tovariši v drugih enotah uspeli zaustaviti kolono na njeni poti do Maribora proti Dravogradu. Verjeli so, morda tudi upali, pa tudi dvomili in izkazalo se je, da je bil njihov dvom upravičen. 

## Mobilizacija 31.samostojne čete TO Muta-Vuzenice
Mobilizacija 31.samostojne čete TO Muta-Vuzenica je stekla 27.06.1991 ob 13:30. Sama mobilizacija je potekala po preverjenem sistemu s pomočjo narodne zaščite, kurirjev in občanov, koristila so se vsa sredstva komunikacij, kar je pripeljajo do tega, da marsikateri pripadnik ni niti čakal pisnega dokumenta, ampak se je takoj odzval in prihitel na mobilizacijsko mesto. 
Zaradi posekanega drevja na Caravaningu in klancu Muta-Caravaning je bil dostop do mobilizacijskega mesta z vozili nemogoč, kar pa ni motilo njenih pripadnikov, problem se je pojavil pri prevozu orožja in njihov transportnih vozil do njih. Na osnovi povelja se je četa premaknila preko hidroelektrarne Vuzenica na desni breg Drave, kjer se je dokončno formirala in oskrbela s svojim orožjem in strelivom ter na Sv.Vidu dočakala tudi vozila. S pogledi so spremljali kolono JLA, katero so zaustavljali občani Mute in Vuzenice, a zaustaviti jim je ni uspelo.
V pravem neurju in dežju so tovornjake opremili s ceradami ter jih takoj izkoristili za premik na lokacijo pokopališča in kmetije Štraser s ciljem blokade premikajoče se kolone. Na tej lokaciji so se našle skoraj vse enote nekdanjega Štaba TO Radlje ob Dravi, saj je na osnovi reorganizacije TO le-ta pripadala območnemu štabu TO Slovenj Gradec. 
Četa se je s svojo nalogo nahajala na širši lokaciji pokopališča in doživela svojo prvo prigodo, vezano na prehrano-zaradi močnega dežja so bile porcije od prejetja pa do zaužitja okusnega ričeta skoraj polne vode. Rešitev je del pripadnikov našel v koriščenju mrliške vežice za jedilnico. Preostali del čete ni imel tega privilegija in kot se je izkazalo, je zato ostal brez obroka. Mokri in premraženi (veliko pripadnikov je zaradi naglice pozabilo na dodatna oblačila) so se nekako spravili v red na seniku in hlevu kmetije Štraser. 
Pri opravljanju bojnih nalog se je izkazala pomanjkljivost vez med enotami, pa saj jih niti niso imeli, prav tako se je pokazala pomanjkljivost v izredno slabi oz.zastareli oborožitvi. Komunikacija s policijo je bila slaba ali pa je sploh ni bilo, tako, da o skupnem delovanju ni bilo govora. Skladno s situacijo in na osnovi prejetih povelij so izvrševali naloge s ciljem blokade kolone pred Gortino. Kljub izvršenimi nalogam vseh enot se je kolona izmuznila in nadaljevala svojo pot proti Dravogradu, tudi zaradi predhodno naštetih razlogov. Blokada pred Dravogradom je vzdržala, tako, da so prejeli povelje, da se četa premakne na desni breg Drave v Trbonje, kjer se sreča z 2.četo Koroškega odreda. 
Na osnovi prejeta povelja od poveljnika območne TO Koroške je četa skupaj s četo Koroškega odreda naredila premik od Trbonj do položajev pred kasarno v Bukovju. Četa je prejeti ukaz izvršila, čeprav smaa, brez čete Koroškega odreda. Glede na konfiguracijo terena in njegovo odprtost desnega brega Drave v primerjavi z levim bregom so jih, oni pa njih, spremljali vojaki JLA iz kolone in proti njim usmerili cevi svojega težkega orožja in oklepnikov. Cevi so "potovale" skladno s premiki 31.čete in delovanjem. Teren na desnem bregu Drave, dejansko cesta Trbonje-Dravograd ter izredna strmina nad in pod njo, je bil izredno težak za strateško zavzemanje položaja.

## Statistični podatki o četi
- Odzivnost pripadnikov na osnovi prejetih (ali brez) pozivov o mobilizaciji je bila preko 90% v četi, preostali del pripadnikov čete, razen ene izjeme, je bil uvrščen v druge enote zaradi posebnih razlogov ali potreb, torej se lahko zaključi, da je bila odzivnost Vuzeničanov in Mučanov preko 98%,
- Osebna angažiranost pripadnikov in tudi skupna angažiranost sta bili na zelo visoki ravni,
- Pripravljenost za skupnost in izpolnjevanje ciljev sta bili zelo visoki,
- Četa se je zavedala, da je JLA, v kateri so se vsi pripadniki učili vojskovanja, dejansko postala njihov nasprotnik, ki jim grozi, njihovim družinam in najbližjim, novoustanovljeni državi in enotno stališče vseh pripadnikov je bilo, da z vsemi svojimi močmi in sredstvi to prepreči.

## Ognjeni krst
Četa je doživljala svoje ognjene krste zaporedoma, od samosprožitve zastarelega orožja do prvih strelov s strani JLA vse do strelov sovražnih ostrostrelcev. Pravi ali še večji ognjeni krst so doživeli, ko sta nad Dravogradom prihrumeli dve lovski letali ter z mitraliranjem zasuli bregove Bukovja, kjer se je nahajala 31.četa in odvrgli svoj tovor bomb v reko Dravo. Nenormalen psihični pritisk delovanja letal ter svojo nemoč ob trofejni oborožitvi so doživljali vsi pripadniki čete.
V lepem sončnem dnevu so se na pripadnikih 31.čete posušile boleke in "čizme", kar je povzročilo težave z žulji na nogah, saj je bila četa v nenehnem gibanju in spreminjanju položajev. Počasi se je začela oglašati še lakota, saj zaledne službe niso dostavile hrane, ki je bila sicer pripravljena za njih in nato vrnjena. Tudi intervente hrane niso bili deležni-za vsakega pripadnika mini pašteta, sok in kruh. Zvečer se je četa vračala v Trbonje na večerjo in počitek. Resnici na ljubo je večerjalo dokaj malo borcev, saj je bila utrujenost zelo velika.
Četa je želela s ciljem izvršitve naloge posesti najboljši položaj za napad na kasarno in blokado ceste proti Trbonjam. Na osnovi razgovora poveljnika čete poveljnikom štaba TO in prejetju novega povelja je četa posedla svoje položaje. 

## Iz zapisov komandirja 31.samostojne čete Muta-Vuzenica, Poročnik Anton Pridigar-Zvonko
29. 06. 1991
Po zgodnjem vstajanju so se nam pridružila tudi vozila, izvedemo premik proti kasarni in četa prejme ukaz o bojnem delovanju. Posedamo položaje in delujemo skladno s prejetim ukazom. Zaradi konfiguracije terena in njegove površine izvajamo patruljiranje in postavljamo zasede na dodeljenem terenu.
30. 06. 1991
Poveljstvo in dva voda čete se stacionirajo na kmetijah pred kasarno, od koder se posedajo položaji in izvajajo bojne naloge. Četa je svoje naloge izvajala 24 ur na dan. Četi je dodan vod za ognjeno podporo z Raven na Koroškem. V večernem času četa dobi prvega ujetnika, podčastnika iz kasarne Bukovje, ki je bil med drugim nam dobro poznan in nenazadnje kolega pri služenju vojnega roka poveljnika čete. Ujetnika smo pospremili na za to določeno mesto. V nočnem času prejmemo obvestilo o možnem helikopterskem napadu, na kar seveda odreagiramo še z večjo budnostjo in popolnim izvajanjem ukrepov zavarovanja in bojnega delovanja.
01. 07. 1991
Obdržimo položaje in saniramo začetne težave. Preskrba s hrano steče utdi s pomočjo gasilcev iz Trbonj, deležni smo hrane iz domače gostilne Merx zaradi prizadevnosti njenega šefa. Pomanjkanje hrane pa tudi oblačil na začetku je sprožilo akcijo oz. reakcijo domačih in vseh Vuzeničanov tako, da so nas skoraj zasuli s hrano in obleko, zahvalili smo se jim za njihovo pripravljenost in zato še enkrat s tega mesta rečem-HVALA VSEM. Veselje so nam pripravile enote TO, ki so prevzele mejne stražnice, bogato založene s sodobnim orožjem in ga nam nemudoma dostavile, da smo bili popolnoma na novo oboroženi. S sodobnim pehotnim in protioklepnim orožjem ter pripadajočo municijo, z bombami, tromblomi... Nova oborožitev je zelo dvignila našo bojno moralo. 
02. 07. 1991
Posedanje novih položajev za bojno delovanje na kolono JLA preko Drave in posedanje položajev za napad na kasarno. Nov položaj netrzajnih topov za ognjeno podporo in formiranje skupin za protioklepno delovanje. Najava bojnega delovanja voajških letal je sovpadla z njihovim grmenjem. Letali sta mitraljirali naše položaje in položaje ostalih enot. Letala, proti katerim smo bili brez moči kljub poskusom njihove onesposobitve. Njihovo streljanje je kljub naši nemoči v nas vzbudilo bes in sovraštvo. Psihološki učinek njihovega delovanja je strešen.
V času ogleda položajev skupaj s poveljnikom območnega štaba TO in njegovim pomočnikom se je pričelo izvajati bojno delovanje oz. streljanje na nasprotnika, na JLA na obeh lokacijah, na kasarno in na kolono. Ponovno se je pokazala pomanjkljivost komuniciranja in pa tudi samovoljne nekaterih poveljnikov enot, ki so določena povelja izvršili po svoji logiki. 2.vod naše čete je doživel in prvi občutil učinke streljanja. Sreča je bila na naši strani, na povelje poveljnika čete je vod zapustil položaj, ki je bil čez nekaj trenutkov prerešetan z minami in minometov. Na ognjeno pripravo napada enot TO je odgovorila kolona in vojaki JLA iz kasarne. Četa se je znašča v srditem ognju-streljanju, kjer so različni projektili cefrali drevje, zemljo in travo in se odbijali od kamenja na terenu povsod okrog. Naši položaji so bili več ur pod nenehnim ognjem s sovražne strani. Sami boji v Dravogradu so bili opisani večkrat, potekali so v vojni, kjer je marsikaj mogoče, ostane samo resnica in izid bojev, to pa je, da lahko zdaj živimo v lastni državi. Pa še ena resnica je-vsi pripadniki 31.samostojne čete Muta-Vuzenica so častno in z vso odgovornostjo brez razmišljanja o sebi in posledicah izpostavili svoja življenja za izvršitev prejetih nalog in izvršili so jih uspešno. Zaradi ogromnih naporov, tako fizičnih kot psihičnih, je v četi prišlo do manjših poškodb.
Ukaz o prenehanju bojev smo doživeli ob 21:00. Četa v bojnem delovanju v Dravogradu na srečo ni utrpela ne ranjenih in ne mrtvih. Za uspešno bojno delovanje in izvršitev povelij se kot poveljnik 31.samostojne čete TO Muta-Vuzenica zahvaljujem vsem soborcem in še posebej kolegom častnikom in podčastnikom naše enote. 
03. 07. 1991
Četa je preko noči in naslednji dan utrdila položaje. Popolnitev čete z 9-imi movimi pripadniki TO, ki pa so bili zopet v večini Vuzeničani.
04. in 05. 07. 1991
Četa je ostala na svojih položajih, budna in še močnejša. Kolona JLA se je predala, enako tudi kasarna. S ponosom in z veseljem smo spremljali predajo in odhod pripadnikov JLA v ujetništvo.
05. 07. 1991
Rezultati sestanka na območnem štavu TO so prinesli četi prepotreben odmor do 08.07.1991. Na osnovi povelja se je četa vrnila na izhodiščno mobilizacijsko mesto na Caravaningu. Pred predajo orožja v hrambo je bil postroj čete, ki je bil brez vsakršnih namenov in predpriprav izredno slovesen in je izžareval ponos, ponos pripadnosti četi in ponos nad opravljeno nalogo ter ponos pripadnosti TO, ki je uspela izbojevati zmago in s tem samostojno Slovenijo.
08. do 12. 07. 1991
Na mobilizacijskem mestu na Caravaningu je četa v polnem številu 08.07.1991 prejela ukaz, da zavaruje državno mejo z Avstrijo na odesku Vič do mejnega prehoda Radelj. Domovanje so nam nudile karavle Bistriški jarek, Vič in Košenjak. Vodstvo čete se je namestilo skupaj s 3.vodom v Bistriškem jarku, 2.vod na Viču in prvi vod na Košenjaku. Na osnovi ukaza je morala četa organizirati lastno kuhinjo. Imeli smo srečo, saj so kuhinje na karavlah ostale nepoškodovane, pa tudi nekaj živeža se je našlo v shrambah. Formacijski kuharji (vsak vod je imel svojega) so se kljub skepsi izvrstno izkazali, pa tudi kak neravno "mojsterski" kuharski poskus smo prestali. 
Zaupno nalogo je četa (kot vedno) v celoti izpolnila. 12.07.1991 so se pripadniki čete vrnili v civilno življenje, k svojim domačim in na svoja delovna mesta.